# Rudolf Kronegger
Rudolf Kronegger (24. März 1875 in Wien – 15. Juni 1929 ebenda) war ein österreichischer Liederkomponist und Sänger.

## Leben und Werk
Kronegger war Sohn eines Friseurs und schuf zahlreiche Wienerlieder, die sich beim Publikum höchster Beliebtheit erfreuten. Carl Michael Ziehrer führte 1895 seinen Walzer Echts Weana Bluat öffentlich auf und zählte in der Folge zu seinen Förderern. Kronegger galt als einer der talentiertesten Komponisten dieses Genres und wurde für seine kraftvolle Ursprünglichkeit gelobt. Viele seiner Lieder beruhten auf Texten des Lyrikers Josef Johann Hadrawa und wurden gerne auch von Alexander Girardi vorgetragen. Er ermutigte Karl Föderl zu dessen Karriere und schrieb auch viele Lieder für die berühmte Wienerliedsängerin Maly Nagl. Er gehörte dem Österreichischen Komponistenbund, der die Verbreitung der Werke zeitgenössischer Komponisten propagierte. Auf dessen Initiative strahlte die RAVAG am 13. Februar 1926 einen Sendeabend mit „Wiener Weisen“ auf, in dessen Rahmen auch Werke Kroneggers erstmals im Radio zu hören waren.

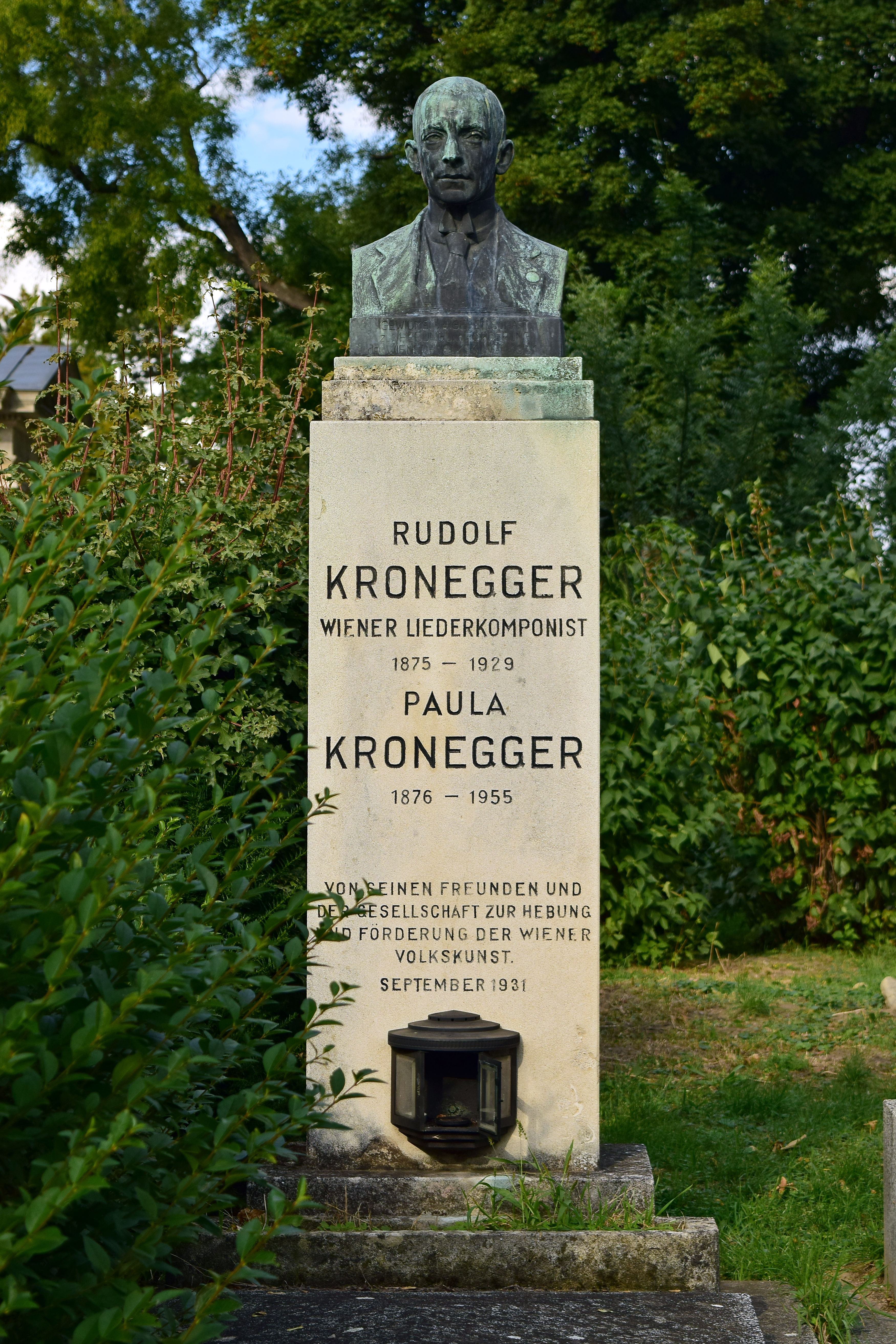
Grab von Rudolf und Paula Kronegger auf dem Wiener Zentralfriedhof

1929 starb Kronegger an Tuberkulose. Er ruht auf dem Wiener Zentralfriedhof (30A-16-2).

## Lieder (Auswahl)
- Echts Weana Bluat
- Ich druck mi in mei Winkerl
- I kenn kan Neid
- Der erste Ball im Himmel
- Wien is a Sternderl vom Himmel
- I und mei Zeiserl
- A alter Weana
- Ausgsteckt is'
- Fesch und resch

## Aufnahme
- 1907: "D' lustigen Weanaleut'". Amalie Carneri, Rudolf Kronegger, Edison

## Ehrungen
- Kronegger wurde am 22. Juni 1929 in einem Ehrengrab der Stadt Wien am Wiener Zentralfriedhof bestattet. Das Grab befindet sich in Gruppe 30A, Reihe 16, Nummer 2.
- Ihm zu Ehren wurde am 10. Dezember 1936 von Bürgermeister Richard Schmitz eine Straße in Untersievering Kroneggergasse benannt.[2]
- An seinem Geburtshaus in der Seidengasse 28 in Wien-Neubau wurde eine Gedenktafel angebracht.
- Im Jahr 1949 wurde am Haus, in dem er verstarb, in der Kandlgasse 13 in Wien-Neubau eine Gedenktafel mit Porträtrelief von Karl Finz angebracht.